# First Orbit
First Orbit (primera órbita) es un largometraje documental sobre el vuelo de Vostok 1 que llevó a Yuri Gagarin a ser el primer ser humano en llegar al espacio exterior, haciendo una órbita alrededor de la Tierra un 12 de abril de 1961. Su estreno fue a través de Youtube, en su 50 aniversario (2011).
Haciendo coincidir la órbita de la Estación Espacial Internacional (ISS) a la de Vostok 1 dentro de lo posible, en términos de ruta de tierra y la hora del día, el realizador de documentales Christopher Riley y astronauta de la ESA Paolo Nespoli fueron capaces de recrear las imágenes que vio Gagarin en este hito histórico. Además de estas nuevas imágenes, se añadieron grabaciones originales de audio de la misión Vostok 1 procedente del Archivo Estatal de la Federación Rusa. La película cuenta con una banda sonora original del compositor Philip Sheppard.

## Producción
Las imágenes reales de la misión de Vostok 1 apenas existen. En 2010, a Ridley se le ocurrió la idea de utilizar la cúpula ("Cupola" siendo este módulo creado por la Agenzia Spaziale Italiana (ISA)) de la ISS para así poder recrear el vuelo.

## Distribución
La película terminada se ofrece gratuitamente a través de la página web oficial y se estrenó mundialmente el 12 de abril de 2011 por Youtube. Se ha publicado bajo una licencia Creative Commons que permite descargar y compartir la película sin restricciones.